# Petar Đuričković
Petar Đuričković (in serbo Петар Ђуричковић?; Pristina, 20 giugno 1991) è un calciatore serbo, centrocampista svincolato.

## Palmarès

### Club

#### Competizioni nazionali
- Campionato serbo: 1

Partizan: 2016-2017
- Coppa di Serbia: 1

Partizan: 2016-2017